# Tanjung Agung Timur
Tanjung Agung Timur is een bestuurslaag in het regentschap Musi Banyuasin van de provincie Zuid-Sumatra, Indonesië. Tanjung Agung Timur telt 2756 inwoners (volkstelling 2010).